# Sergej Kostarev
Sergej Vladimirovič Kostarev (* 25. března 1966) je bývalý sovětský a ruský sportovní šermíř, který se specializoval na šerm kordem. Sovětský svaz a později Rusko reprezentoval v první polovině devadesátých let. Zastupoval moskevskou šermířskou školu, která spadala pod Ruskou SFSR. V roce 1992 startoval na olympijských hrách jako člen družstva Společenství nezávislých států, se kterým vybojoval bronzovou olympijskou medaili. Mezi jednotlivci bylo jeho maximem třetí místo z mistrovství světa v roce 1991. Se sovětským družstvem kordistů získal v roce 1991 titul mistra světa.